# Božidar Ivanović
Božidar Ivanović (Cettigne, 24 agosto 1946) è uno scacchista e politico montenegrino.

## Carriera
Grande maestro dal 1977, ha vinto due volte il Campionato jugoslavo: nel 1973 e 1981. Nel 1986 si classificò pari primo con Dusan Rajković, ma il titolo andò a Rajković per spareggio tecnico. 
Dopo la dissoluzione della Repubblica Socialista Federale di Jugoslavia, nel 1996 vinse il campionato della Repubblica Federale di Jugoslavia, che comprendeva Serbia e Montenegro.
Ivanović ha partecipato con la Jugoslavia a quattro olimpiadi degli scacchi dal 1982 al 1996, ottenendo il risultato complessivo di +7 =19 –7.
Alcuni risultati di torneo:
- 1972 :  medaglia d'oro individuale in terza scacchiera alle olimpiadi per studenti di Graz;
- 1980 :  pari primo-terzo nell'open di Venezia;
- 1983 :  pari primo a Toronto nel campionato canadese open;
- 1990 :  realizza 9,5/15 nel torneo zonale di Nea Makri, qualificandosi per l'interzonale;
- 1990 :  nel torneo interzonale di Manila (vinto da Boris Gelfand e Vasyl' Ivančuk), si classifica 32º su 64 partecipanti.[2]
- 1994 :  secondo a Nikšić, dietro a Dragoljub Velimirović;
- 2004 :  pari primo-terzo a Bar con Branko Damljanović e Vadim Malachatko.

Ha raggiunto il rating FIDE più alto in luglio 1981, con 2550 punti Elo.
È stato ministro dello sport e del turismo del governo del Montenegro.